# Metastelma acerosum
Metastelma acerosum är en oleanderväxtart som först beskrevs av Silveira, och fick sitt nu gällande namn av J. Fontella Pereira och E. de Araujo Schwarz. Metastelma acerosum ingår i släktet Metastelma och familjen oleanderväxter. Inga underarter finns listade i Catalogue of Life.